# Reteporella prominens
Reteporella prominens är en mossdjursart som beskrevs av Canu och Bassler 1928. Reteporella prominens ingår i släktet Reteporella och familjen Phidoloporidae. Inga underarter finns listade i Catalogue of Life.